# ゲリドン

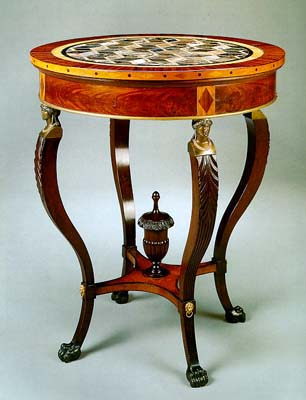
1810年頃にフランス生まれのアメリカ人家具職人:w:Charles-Honore Lannuierが作ったゲリドン。ホワイトハウスのレッドルームに置かれている。マホガニー、センダン、シタン、そして恐らくセイヨウカジカエデの化粧板に真鍮メッキ、大理石製

ゲリドン(guéridon)は、1本以上の脚に支えられた小さなテーブルである。脚はしばしば人間や神を模した彫刻であり、天板は丸いことが多い。ゲリドンは、17世紀中盤のフランスに由来する。初期のゲリドンの脚は、カリアティードの影響を受けて、古代エジプトや古代ギリシアの神、またアフリカの伝説的な人物がモデルとされた。
ゲリドンは、燭台や花瓶を置く等の目的で用いられ、宮殿の家具として華美な装飾が施された。1715年にルイ14世が死去した際には、ヴェルサイユ宮殿には数百個ものゲリドンがあり、一世代の間に脚や天板は、シンプルなものや芸術的なもの等、無数の形をとった。また、木製、金メッキ、銀、エナメル他、実に家具を作る素材であればあらゆるものでゲリドンが作られた。現在のフランスでは、普段は使わない小さなテーブルのことをゲリドンと呼んでいる。